# Логвин, Пётр Иванович
Пётр Иванович Логвин (1918—1995) — лейтенант пограничных войск НКВД СССР, участник Великой Отечественной войны, Герой Советского Союза (1944).

## Биография
Родился 10 декабря 1918 года в селе Локоть (ныне — Локтевский район Алтайского края). После окончания семи классов школы работал счетоводом. В 1939 году был призван на службу в Рабоче-крестьянскую Красную Армию. С марта 1942 года — на фронтах Великой Отечественной войны. В боях два раза был ранен.
К октябрю 1943 года гвардии старшина Пётр Логвин командовал взводом 22-й гвардейской мотострелковой бригады 6-го гвардейского танкового корпуса 3-й гвардейской танковой армии Воронежского фронта. Отличился во время освобождения Черкасской области Украинской ССР. 13 октября 1943 года во время боёв за деревню Иваньков Каневского района Черкасской области Украинской ССР трижды поднимал свой взвод в атаки, лично уничтожив 8 вражеских солдат. Скрытно пройдя в немецкий тыл, уничтожил расчёт немецкого орудия, захватив его. Во время второй атаки он уничтожил пулемётный расчёт и захватил пулемёт.
Представлен к награждению званием Героя Советского Союза за героизм, проявленный при форсировании Днепра. Указом Президиума Верховного Совета СССР «О присвоении звания Героя Советского Союза генералам, офицерскому, сержантскому и рядовому составу Красной Армии» от 10 января 1944 года за «образцовое выполнение боевых заданий командования на фронте борьбы с немецко-фашистскими захватчиками и проявленные при этом отвагу и геройство» был удостоен высокого звания Героя Советского Союза с вручением ордена Ленина и медали «Золотая Звезда».
В 1945 году окончил Харьковское пограничное училище НКВД СССР. В декабре 1947 года в звании лейтенанта он был уволен в запас. Проживал сначала в Нальчике, затем в Усть-Каменогорске. Умер 22 июня 1995 года.
Почетный гражданин Усть-Каменогорска. Был также награждён орденом Отечественной войны 1-й степени и рядом медалей.
В его честь названа улица в Усть-Каменогорске.